# Lagting (Åland)
Das Lagting (schwedisch lagtinget) ist das Parlament der autonomen finnischen Provinz Åland mit Sitz in Mariehamn. Das Lagting hat 30 Sitze.

## Geschichte
Im Jahr 1922 fanden auf Åland die ersten Wahlen statt, und am 9. Juni 1922 trat das åländische Parlament, das damals noch Landsting hieß, zu seiner ersten Sitzung zusammen. Der 9. Juni ist seither åländischer Feiertag.

## Zusammensetzung
Die jüngste Wahl fand am 15. Oktober 2023 statt.
| Partei | Partei                                  | Partei                                | Partei | 1979 | 1983 | 1987 | 1991 | 1995 | 1999 | 2003 | 2007 | 2011 | 2015 |
| ------ | --------------------------------------- | ------------------------------------- | ------ | ---- | ---- | ---- | ---- | ---- | ---- | ---- | ---- | ---- | ---- |
|        | Liberale auf Åland                      | Liberalerna på Åland                  | LIB    | 09   | 09   | 08   | 07   | 08   | 09   | 07   | 10   | 06   | 07   |
|        | Åländisches Zentrum                     | Åländsk Center                        | C      | 14   | 11   | 09   | 10   | 09   | 09   | 07   | 08   | 07   | 07   |
|        | Moderate Sammlung für Åland (1)         | Moderat Samling för Åland             | M      | 04   | 05   | 05   | 06   | 06   | 04   | 04   | 03   | 04   | 05   |
|        | Ålands Sozialdemokraten                 | Ålands socialdemokrater               | SOC    | 03   | 05   | 04   | 04   | 04   | 03   | 06   | 03   | 06   | 05   |
|        | Ungebundene Sammlung auf Åland          | Obunden samling på Åland              | ObS    | –    | –    | 02   | 03   | 03   | 04   | 03   | 04   | 04   | 03   |
|        | Ålands Zukunft                          | Ålands Framtid                        | ÅF     | –    | –    | –    | –    | –    | –    | 02   | 02   | 03   | 02   |
|        | Åländische Demokratie                   | Åländsk Demokrati                     | ÅD     | –    | –    | –    | –    | –    | –    | –    | –    | –    | 01   |
|        | Nachhaltige Initiative                  | Hållbart Initiativ                    | HI     | –    | –    | –    | –    | –    | –    | –    | –    | –    | 0    |
|        | Wählervereinigung für Henrik Appelqvist | Valmansförening för Henrik Appelqvist |        | –    | –    | –    | –    | –    | –    | –    | –    | 0    | –    |
|        | Gruppe für nachhaltige Entwicklung      | Gruppen för hållbar utveckling        | HUT    | –    | –    | –    | –    | –    | –    | –    | 0    | –    | –    |
|        | Ålands Fortschrittsgruppe               | Ålands framstegsgrupp                 | Åfg    | –    | –    | –    | –    | –    | 01   | 01   | –    | –    | –    |
|        | Grüne auf Åland                         | Gröna på Åland                        | Gröna  | –    | –    | 02   | 0    | –    | –    | –    | –    | –    | –    |
|        | Freies Åland                            | Fria Åland                            | FÅ     | –    | –    | 0    | –    | –    | –    | –    | –    | –    | –    |
|        | Åländische Linke                        | Ålandsk Venster                       | ÅV     | 0    | 0    | –    | –    | –    | –    | –    | –    | –    | –    |
| Summe  | Summe                                   | Summe                                 | Summe  | 30   | 30   | 30   | 30   | 30   | 30   | 30   | 30   | 30   | 30   |

(1) Der Name lautete bei der Wahl 2011 Moderate auf Åland (Moderaterna på Åland), bis 2011 Freisinnige Zusammenarbeit (Frisinnad Samverkan).
| Partei | Partei                         | Partei                    | Partei          | 2019 | 2023 |
| ------ | ------------------------------ | ------------------------- | --------------- | ---- | ---- |
|        | Liberale auf Åland             | Liberalerna på Åland      | LIB             | 06   | 09   |
|        | Åländisches Zentrum            | Åländsk Center            | C               | 09   | 07   |
|        | Ungebundene Sammlung auf Åland | Obunden samling på Åland  | ObS             | 04   | 05   |
|        | Ålands Sozialdemokraten        | Ålands socialdemokrater   | SOC             | 03   | 04   |
|        | Moderate Sammlung für Åland    | Moderat Samling för Åland | M               | 04   | 04   |
|        | Nachhaltige Initiative         | Hållbart Initiativ        | HI              | 02   | 01   |
|        | Ålands Zukunft                 | Ålands Framtid            | ÅF              | 01   | 0    |
|        | Jannik Svensson                | Jannik Svensson           | Jannik Svensson | –    | 0    |
|        | Åländische Demokratie          | Åländsk Demokrati         | ÅD              | 01   | –    |
| Summe  | Summe                          | Summe                     | Summe           | 30   | 30   |

## Sitz
Das Lagting hat seinen Sitz in Mariehamn. Das Parlamentsgebäude wurde von dem finnischen Architekten Helmer Stenros entworfen und 1978 eröffnet. Der Innenraum wurde vor allem durch den Designer Pirkko Stenros geplant und ist mit Möbeln von den Architekten Yrjö Kukkapuro und Alvar Aalto eingerichtet. Das ursprüngliche Interieur ist weitgehend erhalten.

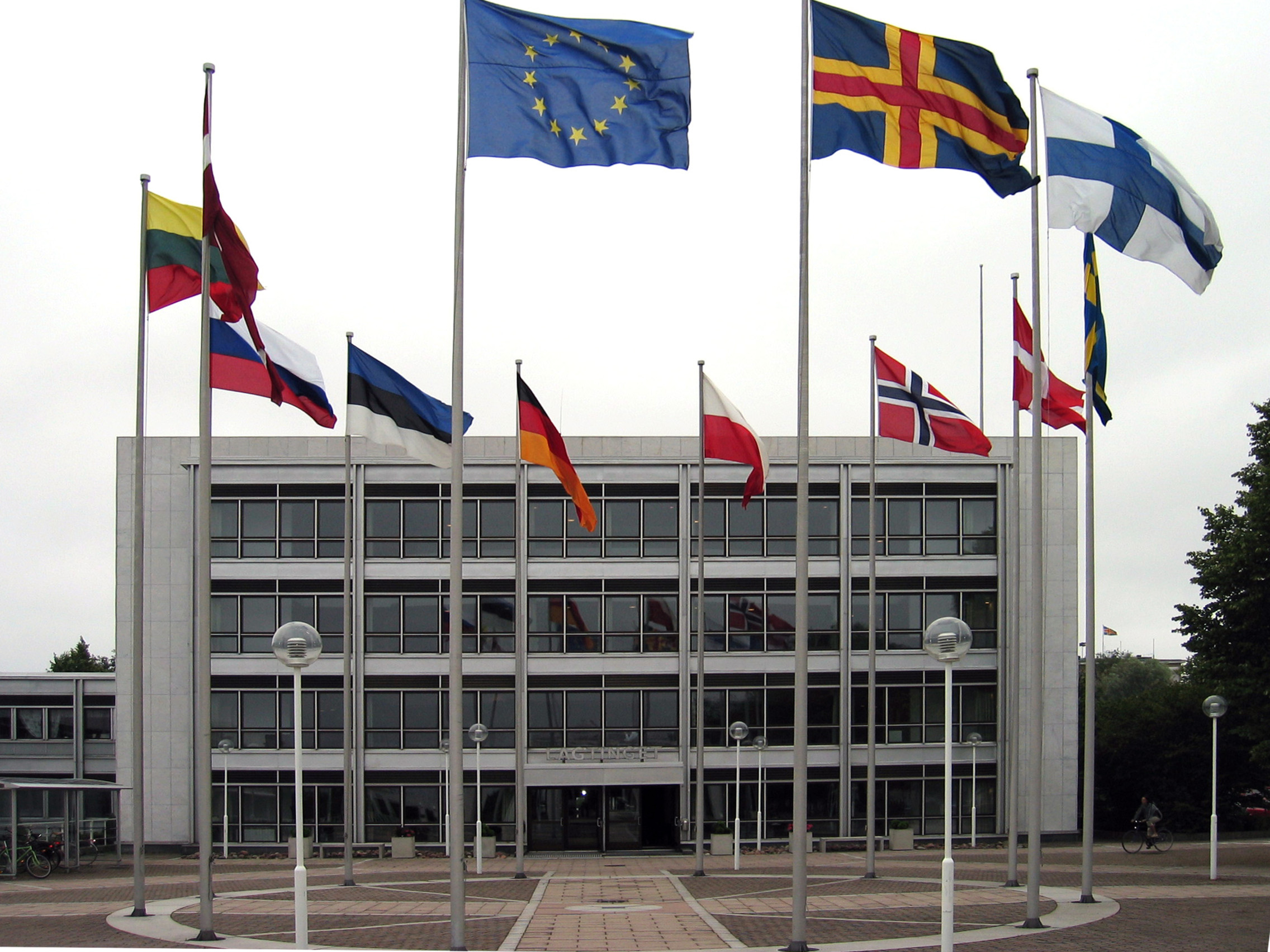
Das Lagtingsgebäude (2006)
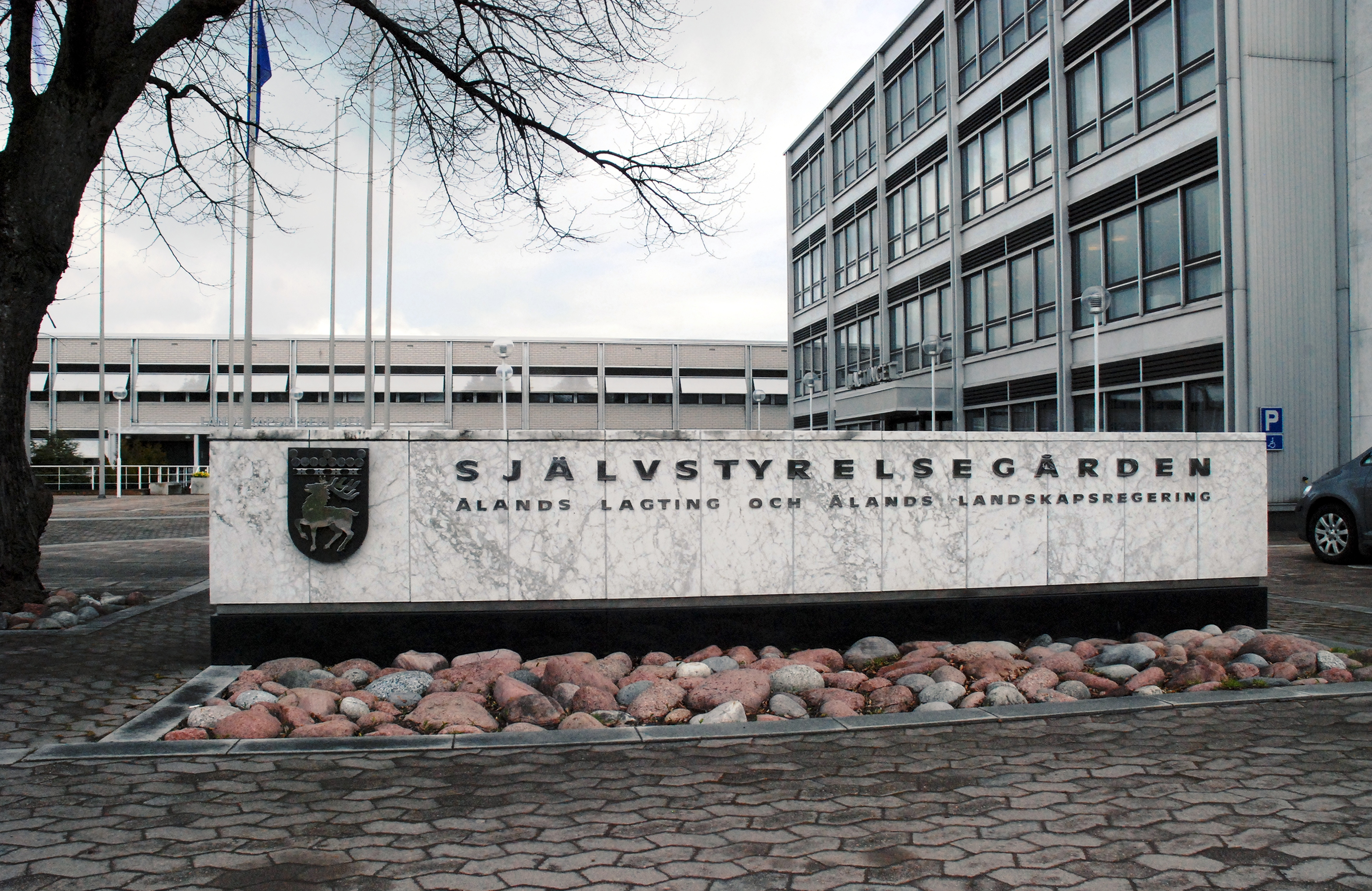
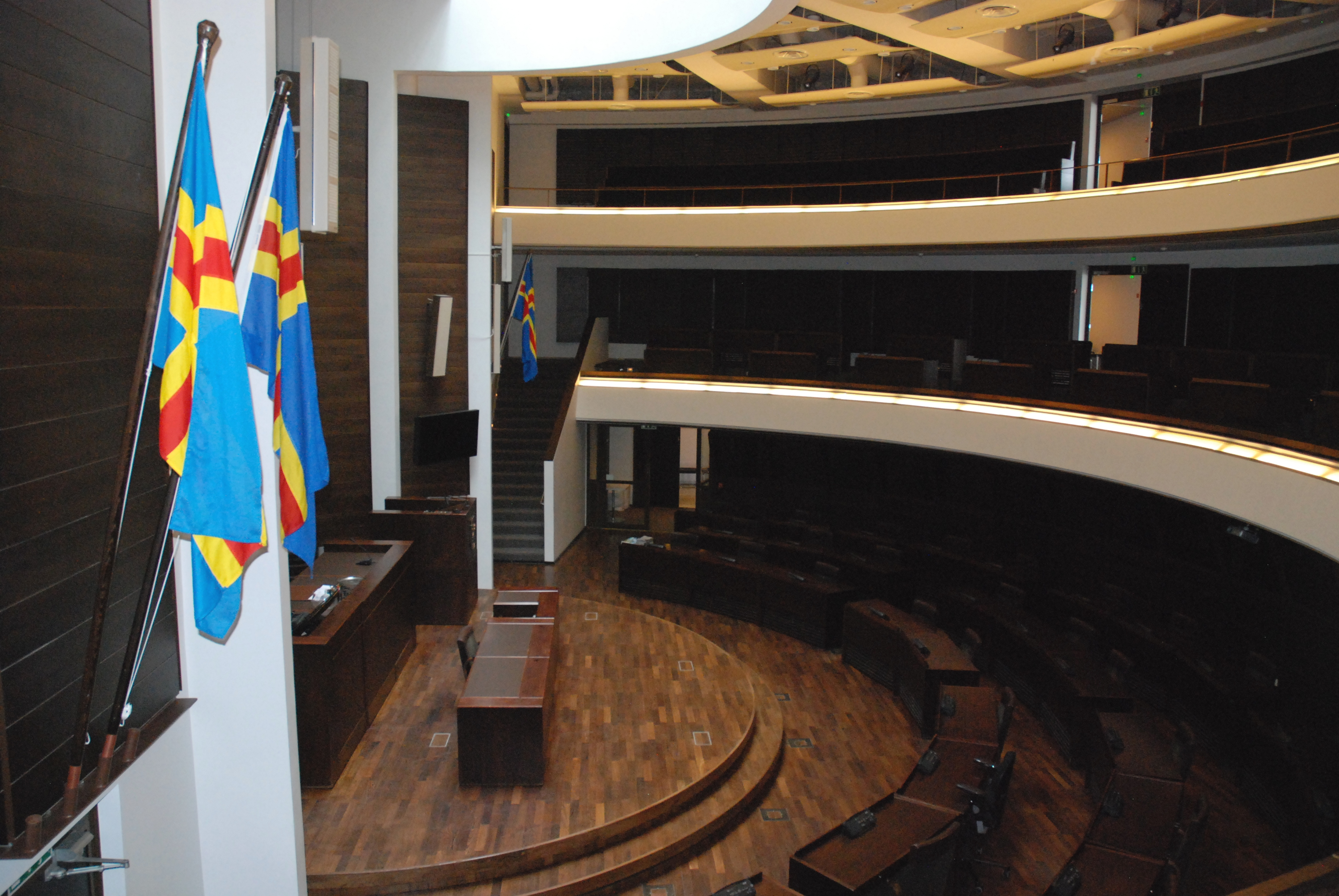
Plenarsaal
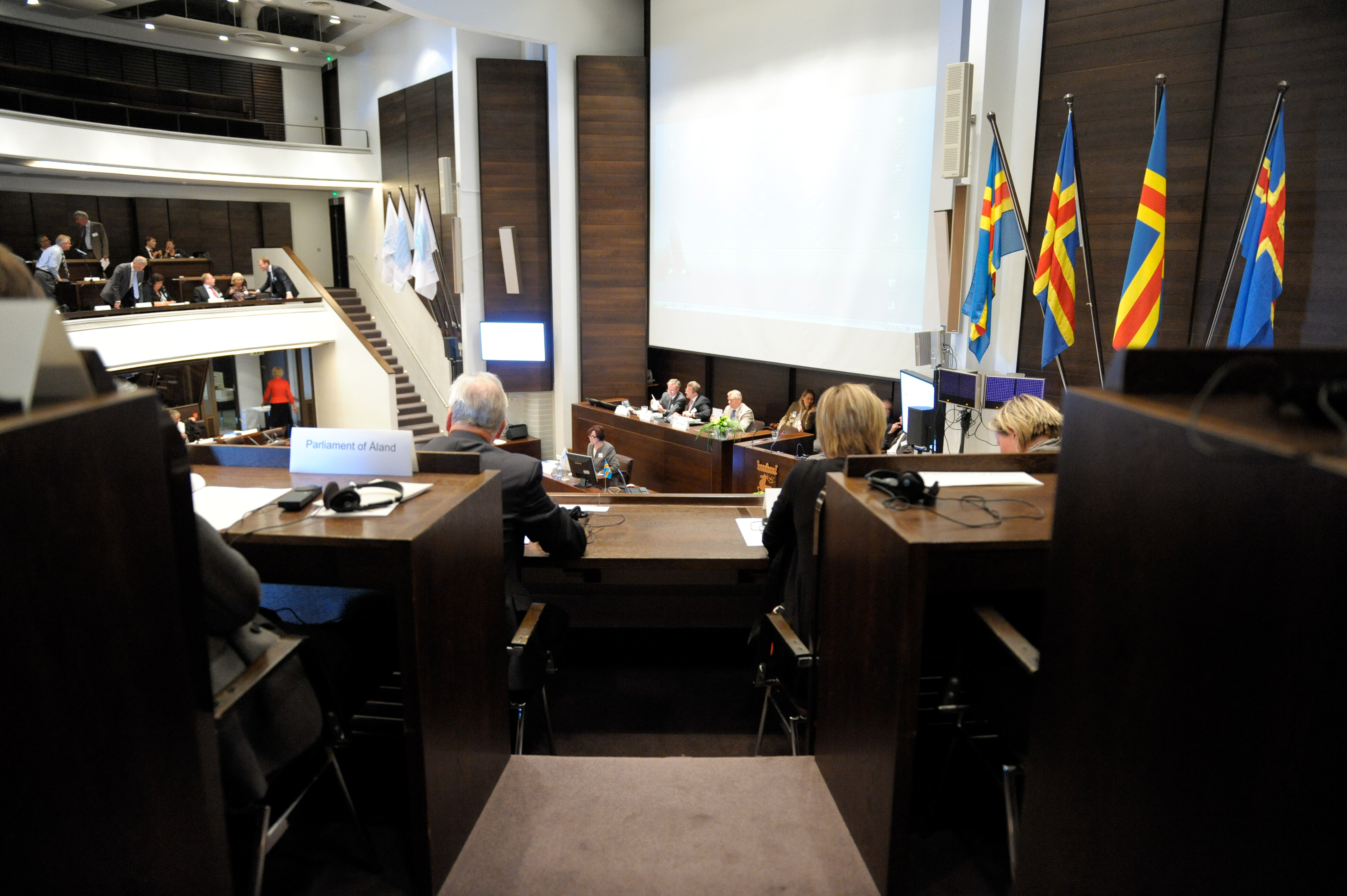
Plenarsaal

## Vorsitzende
| Name              | Amtszeit (Beginn) | Amtszeit (Ende)   | Partei | Partei                         |
| ----------------- | ----------------- | ----------------- | ------ | ------------------------------ |
| Julius Sundblom   | 9. Juni 1922      | 23. August 1945   |        |                                |
| Johannes Holmberg | 1945              | 1945              |        |                                |
| Hugo Johansson    | 1. Januar 1946    | 31. Dezember 1954 |        |                                |
| Thorvald Eriksson | 1. November 1955  | 31. Oktober 1971  |        |                                |
| Folke Woivalin    | 2. Mai 1972       | 31. Oktober 1978  |        | Åländisches Zentrum            |
| Nils Dahlman      | 1. November 1978  | 31. Oktober 1979  |        |                                |
| Olof Jansson      | 1. November 1979  | 31. Oktober 1983  |        |                                |
| Sune Carlsson     | 1. November 1983  | 31. Oktober 1987  |        |                                |
| Olof Jansson      | 1. November 1987  | 21. März 1994     |        |                                |
| Roger Jansson     | 23. März 1994     | 22. November 1995 |        | Freisinnige Zusammenarbeit     |
| Ragnar Erlandsson | 27. November 1995 | 31. Oktober 1999  |        | Åländisches Zentrum            |
| Sune Eriksson     | 1. November 1999  | 31. Oktober 2000  |        | Liberale auf Åland             |
| Ragnar Erlandsson | 1. November 2000  | 31. Oktober 2001  |        | Åländisches Zentrum            |
| Viveka Eriksson   | 1. November 2001  | 31. Oktober 2005  |        | Liberale auf Åland             |
| Barbro Sundback   | 1. November 2005  | 31. Oktober 2007  |        | Ålands Sozialdemokraten        |
| Gunnar Jansson    | 1. November 2007  | 3. Dezember 2007  |        | Liberale auf Åland             |
| Roger Nordlund    | 3. Dezember 2007  | 25. November 2011 |        | Åländisches Zentrum            |
| Britt Lundberg    | 28. November 2011 | 31. Oktober 2015  |        | Åländisches Zentrum            |
| Gun-Mari Lindholm | 2. November 2015  | 2. Dezember 2015  |        | Moderate Sammlung für Åland    |
| Johan Ehn         | 1. December 2015  | 3. November 2017  |        | Moderate Sammlung für Åland    |
| Gun-Mari Lindholm | 2017              | 2019              |        | Moderate Sammlung für Åland    |
| Roger Nordlund    | 4. November 2019  | 2. November 2020  |        | Åländisches Zentrum            |
| Bert Häggblom     | 2. November 2020  | 31. Oktober 2023  |        | Ungebundene Sammlung auf Åland |
| Ingrid Zetterman  | 3. November 2023  | 11. März 2024     |        | Liberale auf Åland             |
| Jörgen Pettersson | 11. März 2024     | amtierend         |        | Åländisches Zentrum            |